# Cape Ramas
Cape Ramas är en udde i Indien. Den ligger i den sydvästra delen av landet, 1 500 km söder om huvudstaden New Delhi.
Terrängen inåt land är huvudsakligen platt, men österut är den kuperad. Havet är nära Cape Ramas åt sydväst.  Närmaste större samhälle är Cavelossim, 10,1 km norr om Cape Ramas.